# Joven cortando hierba con una hoz
Joven cortando hierba con una hoz (en neerlandés, Jongeman, gras snijdend met een sikkel) es una pintura del pintor neerlandés Vincent van Gogh, una acuarela con carboncillo, de 47 por 61 centímetros de tamaño. Fue pintada en octubre de 1881 en Nuenen y muestra a Piet Kaufman en el campo, cortando hierba con una pequeña hoz de jardín. La obra se encuentra en el Museo Kröller-Müller de Otterlo. 
Van Gogh escribió sobre el trabajo en una carta a su hermano Theo van Gogh en septiembre de 1881:

También como resultado de lo que me dijo Mauve, comencé a trabajar nuevamente con un modelo vivo. Afortunadamente, he podido conseguir personas distinguidas aquí, incluido Piet Kaufman, el trabajador.

Y el 2 de noviembre de 1881 también en una carta a Anthon van Rappard:

Hoy dibujé otro divisor y desde su visita también un joven que corta hierba con una hoz.

De 1904 a 1910, el Museo Dordrechts prestó la pintura del entonces propietario J. Hidde Nijland.